# Raciążek
Raciążek is een dorp in het Poolse woiwodschap Koejavië-Pommeren, in het district Aleksandrowski. De plaats maakt deel uit van de gemeente Raciążek en telt 1600 inwoners.